# بات تایلند
بات (به تایلندی: บาท) یکای پول کشور تایلند است. هر بات برابر با ۱۰۰ «ساتانگ» است. بانک تایلند مسئول انتشار اسکناس‌ها و ضرابخانه سلطنتی تایلند مسئول ضرب سکه‌های این یکای پول است.

## سکه‌ها
تا پیش از سال ۱۸۶۰ تایلند هیچ سکه‌ای با شیوه‌های مدرن ضرب نکرد؛ در عوض از صدف‌های سپیدمهره رودخانه مکونگ بهره می‌برد.
رامای سوم نخستین پادشاه تایلند بود که به ارزش ضرب سکه پی برد. او این کار را نه برای بازرگانان که به خاطر موجوداتی که درون سپیدمهره‌ها زندگی می‌کردند و پس از صید کشته می‌شدند انجام داد. او در ۱۸۳۵ هنگامی که از کاربرد سکه‌های مسی در سنگاپور آگاه شد، با بازرگانی اسکاتلندی که در انگلستان تجربه ضرب سکه داشت، ارتباط گرفت. بازرگان اسکاتلندی برای ضرب سکه دو طرح ارائه داد ولی پادشاه هر دو را رد کرد. نام کشور بر روی نخستین سکه‌ها موانگ تای نوشته شد.
سکه‌های مدرن از جنس نقره در سال ۱۸۶۰، قلع در ۱۸۶۲، طلا در ۱۸۶۳ و مس در ۱۸۶۵ معرفی شد.